# بيت الحنش (بني العوام)

تعديل مصدري - تعديل

بيت الحنش هي إحدى قرى عزلة جبل نمر بمديرية بني العوام التابعة لمحافظة حجة، بلغ تعداد سكانها 270 نسمة حسب تعداد اليمن لعام 2004.